# Prva crnogorska fudbalska liga 2025-2026
La Prva crnogorska fudbalska liga 2025-2026 (prima lega calcistica montenegrina 2025-2026) è la 22ª edizione di questa competizione, la 20ª come prima divisione del Montenegro indipendente. Il campionato è iniziato il 4 agosto 2025 e terminerà nel maggio 2026. La squadra campione in carica è il Budućnost.

## Stagione

### Novità
Dalla stagione precedente è retrocesso l'Otrant-Olympic, ultimo classificato in campionato. Al suo posto dalla Druga liga è stato promosso il Mladost Donja Gorica, primo classificato del campionato.

### Formula
Le 10 squadre disputano un doppio girone di andata e ritorno, per un totale di 36 giornate; al termine di queste, la prima classificata è campione di Montenegro e si qualifica per la UEFA Champions League 2026-2027, mentre la seconda si qualifica per la UEFA Conference League 2026-2027 insieme con la vincitrice della Coppa del Montenegro.
L'ultima classificata è invece retrocessa, mentre penultima e terzultima giocano uno spareggio promozione/retrocessione contro altre due squadre di Druga liga per la permanenza in massima serie.

## Squadre partecipanti
| Club                   | Città        | Stadio                 | Stagione precedente    |
| ---------------------- | ------------ | ---------------------- | ---------------------- |
| Arsenal Tivat          | Teodo        | Stadion u Parku        | 8° in Prva Liga        |
| Bokelj                 | Cattaro      | Stadion pod Vrmcem     | 6° in Prva Liga        |
| Budućnost              | Podgorica    | Stadio pod Goricom     | Campione di Montenegro |
| Dečić                  | Tuzi         | Stadio Tuško Polje     | 4° in Prva Liga        |
| Jedinstvo Bijelo Polje | Bijelo Polje | stadio Gradski         | 7° in Prva Liga        |
| Jezero                 | Plav         | Stadio Pod Racinom     | 9° in Prva Liga        |
| Mladost Donja Gorica   | Podgorica    | DG Arena               | 1° in Druga Liga       |
| Mornar                 | Antivari     | Stadion Topolica       | 5° in Prva Liga        |
| Petrovac               | Castellastua | Stadio pod Malim brdom | 2° in Prva Liga        |
| Sutjeska               | Nikšić       | Gradski stadion        | 3° in Prva Liga        |

## Classifica finale
|                       | Pos. | Squadra                | Pt | G | V | N | P | GF | GS | DR |
| --------------------- | ---- | ---------------------- | -- | - | - | - | - | -- | -- | -- |
| Montenegro (bandiera) | 1.   | Arsenal Tivat          | 0  | 0 | 0 | 0 | 0 | 0  | 0  | 0  |
|                       | 2.   | Bokelj                 | 0  | 0 | 0 | 0 | 0 | 0  | 0  | 0  |
|                       | 3.   | Budućnost              | 0  | 0 | 0 | 0 | 0 | 0  | 0  | 0  |
|                       | 4.   | Dečić                  | 0  | 0 | 0 | 0 | 0 | 0  | 0  | 0  |
|                       | 5.   | Jedinstvo Bijelo Polje | 0  | 0 | 0 | 0 | 0 | 0  | 0  | 0  |
|                       | 6.   | Jezero                 | 0  | 0 | 0 | 0 | 0 | 0  | 0  | 0  |
|                       | 7.   | Mladost Donja Gorica   | 0  | 0 | 0 | 0 | 0 | 0  | 0  | 0  |
|                       | 8.   | Mornar                 | 0  | 0 | 0 | 0 | 0 | 0  | 0  | 0  |
|                       | 9.   | Petrovac               | 0  | 0 | 0 | 0 | 0 | 0  | 0  | 0  |
|                       | 10.  | Sutjeska               | 0  | 0 | 0 | 0 | 0 | 0  | 0  | 0  |

Legenda:
      Campione di Montenegro e ammessa alla UEFA Champions League 2026-2027.
      Ammesse alla UEFA Europa Conference League 2026-2027.
  Partecipa ai play-out.
      Retrocesse in Druga crnogorska fudbalska liga 2026-2027.
Regolamento:
Tre punti a vittoria, uno a pareggio, zero a sconfitta.